# Paula Gunn Allen
Paula Gunn Allen, née le 24 octobre 1939 à Albuquerque et morte le 29 mai 2008 à Fort Bragg, est une poétesse, essayiste et romancière amérindienne, féministe et lesbienne.

## Biographie

### Enfance (1939 -1957)
Paula Marie Francis naît le 24 octobre 1939 à Albuquerque, d'un père libano-américain, E. Lee Francis et d'une mère d'ascendance Laguna-Sioux. Elle grandit à Cubero, petite ville du Nouveau-Mexique bordant la réserve amérindienne du peuple Laguna. Paula Marie Francis y passe la majorité de son enfance, y apprenant et faisant sienne la culture de ce peuple.

### Etudes (1957-1975)
Après avoir fréquenté une école de missionnaires, elle sera envoyée en pensionnat à Albuquerque, où elle obtient son baccalauréat en 1957. Elle commence des études mais les interrompt temporairement en 1962 pour se marier.
En 1966, elle obtient un baccalauréat universitaire en littérature anglais, et deux ans plus tard, une maîtrise en création littéraire à l'université de l'Oregon. Ralph Salisbury, d'ascendance Cherokee, y est son professeur de poésie.
En 1974, avant de soutenir sa thèse, son premier recueil de poésie est publié : The Blind Lion. Alors mariée et divorcée deux autres fois, Paula Gunn Allen commence à prendre conscience qu'elle est lesbienne.
En 1975, elle passe une thèse, dans le département des études amérindiennes, à l'Université du Nouveau-Mexique, à Albuequerque. Elle y rencontre Robert Creeley, qui y est professeur, et qui l'introduit aux œuvres de Charles Olson, Allen Ginsberg, and Denise Levertov.

### Enseignement (1975-1999)
À la suite de l'obtention de sa thèse en 1975, Paula Gunn Allen enseigne à l'Université du Nouveau-Mexique, où elle va poursuivre ses recherches sur les tribus amérindiennes, et notamment la place des femmes dans celles-ci. Elle enseigne ensuite au Fort Lewis College dans le Colorado, au College de San Mateo, à l'Université de l'État de San Diego, à l'Université d'État de San Francisco, à l'Université de Californie de Berkley.
Entre 1990 et 1999, Paula Gunn Allen est professeure dans les départements d'anglais et d'études amérindiennes de l'Université de Californie de Los Angeles.

### Mort
Elle meurt le 29 mai 2008 à Fort Bragg.

### Famille
L'oncle paternel de Paula Gunn Allen, Lee Francis, est un conteur et poète Laguna-Anichinabéen.
Carol Lee Sanchez, sœur de Paula Gunn Allen, est une autrice Laguna.
Paula Gunn Allen et Leslie Marmon Silko, autrice Laguna, sont parentes.
Mariée et divorcée deux fois, Paula Gunn Allen a eu quatre enfants : Fuad Ali Allen (mort en 1972), Eugene John Brown (mort en 2001) Lauralee Brown et Suleiman Allen